# Велика хоральна синагога (Кропивницький)
Кропивницька Велика хоральна синагога — юдейська культова споруда-синагога в місті Кропивницькому (свого часу, у Єлисаветграді, Велика хоральна, тобто головна); велична міська історико-архітектурна пам'ятка в еклектичному стилі; нині значний міський осередок єврейської культури, релігії та благодійництва.

## Розташування та опис
Кропивницька Велика хоральна синагога розташована в середмісті Кропивницького (Єлисаветграда) за адресою:
вул. Віктора Чміленка, буд. 90/40, м. Кропивницький (Україна).
Автор проекту — відомий єлисаветградський архітектор Олександр Лишневський.
Оригінальна двоповерхова будівля виконана в характерному еклектичному стилі кінця XIX століття з романтичним напрямком мавританського стилю. Єлисаветградська Велика синагога належить до видатної спадщини архітектурної школи еклектики в Україні.

## З історії будівлі
Сучасну Велику хоральну синагогу Єлисаветграда (Кропивницького) було побудовано на місці старої синагоги від 1853 року, що була зруйнована в 1895 році через аварійність конструкцій.
Роботи зі зведення культової споруди тривали у 1895—97 роках — головну синагогу Єлисаветграда було збудовано за проектом архітектора Олександра Лишневського коштом єврейської громади.
Під час Григор'ївського повстання у травні 1919 року ця синагога була пограбована, а всі хто в ній знаходився замордовані.
У 1930х роках в ході сталінських репресій звідси співробітниками ОДПУ і НКВД викрадались місцеві євреї звинувачені в "контрреволюції", багато хто з них загинув від катувань на допитах.
В часи окупації у 1941-1944 нацисти збирали тут євреїв яких потім везли на розстріл. Найпопулярнішими місцями страт у тодішньому Кіровограді була вулиця Волкова та Фортеця Святої Єлисавети.
У радянський період у приміщенні міської синагоги розміщався клуб Калініна, подеколи тут демонструвалося раритетне кіно. 
Від кінця 1980-х років представники єврейської громади Кіровограда вперше порушили питання про повернення будівлі синагоги, відібраної совєтами. Відтак, у вересні 1991 року міська влада передала єврейській релігійній общині будинок Великої хоральної синагоги.
Лише за 3 роки — 1994-го було зареєстровано Кіровоградську єврейську общину, а в лютому 1996 року релігійну громаду прогресивного юдаїзму «Атиква». 
Наприкінці 2000-х років) у приміщенні синагоги представники юдейських релігійних громад прогресивного та ортодоксального напрямку служби проводили почергово.
У 2023 під час вшанування пам'яті жертв Голокосту голова місцевої общини Юхим Мармер провів паралель між геноцидом євреїв та геноцидом українців який наразі вчиняє Росія .

## Осередок культури та милосердя
Кропивницька синагога нині (2000-ні) — значний культурний і благодійницький осередок міста та області.   
У 1997 році почала свою роботу Кіровоградська Служба милосердя єврейської общини. У 2002 році її реорганізовано в Кіровоградський обласний Благодійний єврейський общинний центр «Хесед Шломо». Центр охоплює благодійною допомогою євреїв і членів їх родин (у тому числі і не євреїв) міста та області, працюють декілька програм допомоги. Фінансування Центру здійснюється за рахунок спонсорства, в тому числі і з-за кордону. 
У 1998 році в приміщенні синагоги розпочали роботу 2 значні проекти єврейської культури:
- історичний музей «Євреї Єлисаветграда» — на час створення перший общинний єврейський музей в Україні;
- єврейський музично-драматичний театр «Тхія» — від 2002 року «Народний єврейський театр»; активну участь у роботі закладу беруть понад 40 самодіяльних акторів, які зі своїми виставами побували і в інших містах України.

Загалом понад тисячу членів єврейської громади міста мають змогу відвідувати щотижневі общинні збори, єврейські культурні заклади, інші заходи тощо.

## Інтер'єр

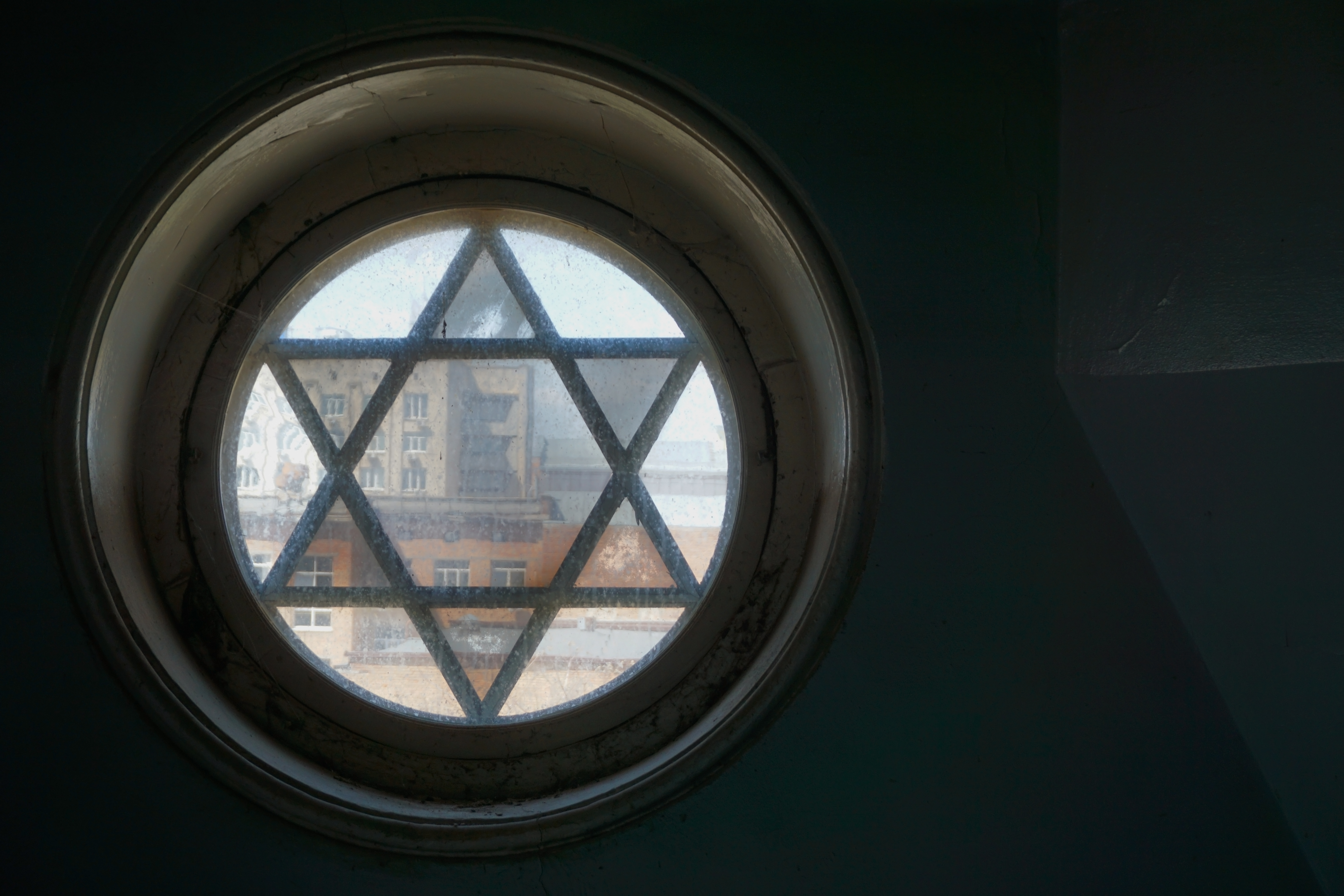
Вітраж під куполом
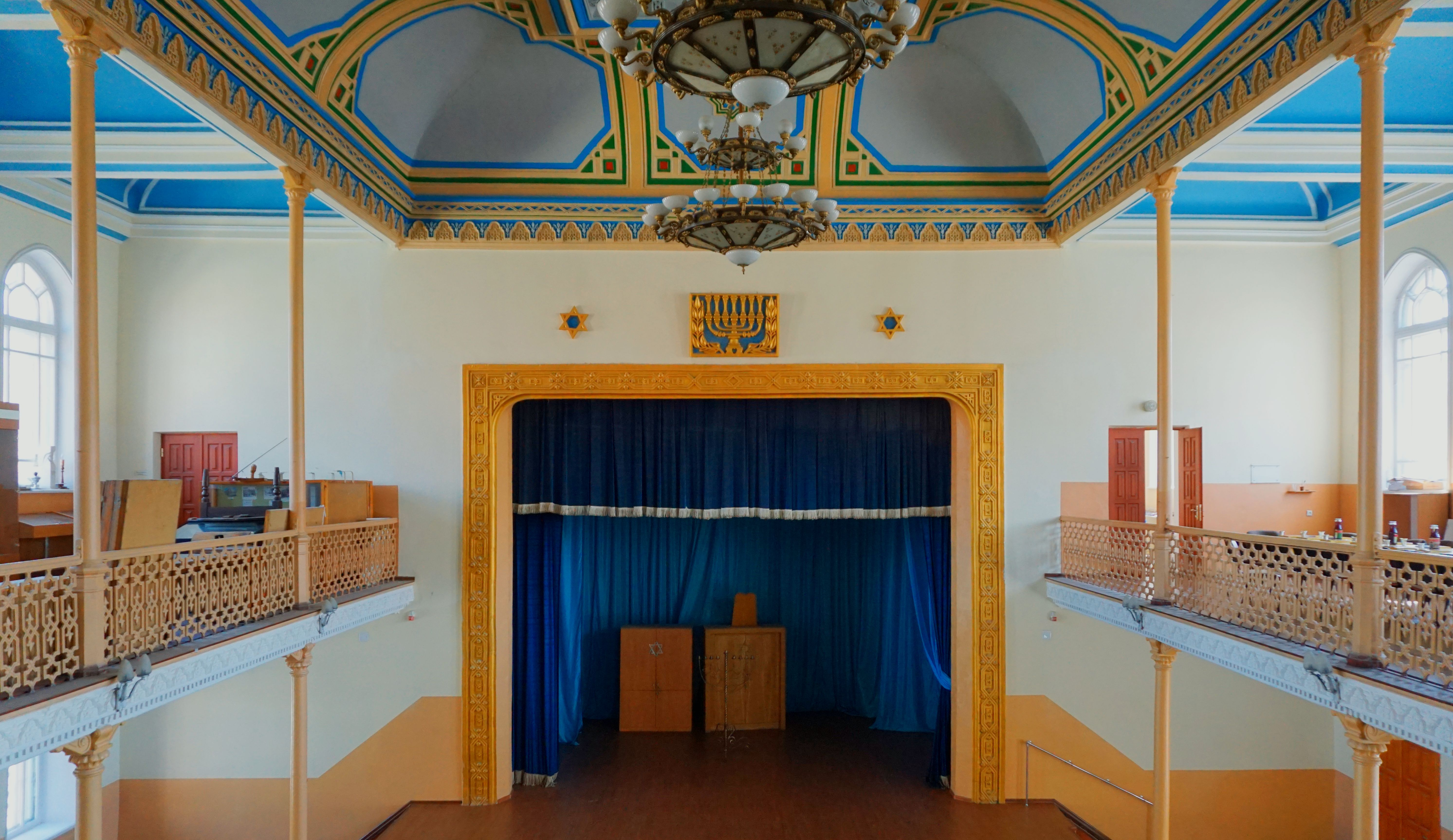
Зал Великої хоральної синагоги
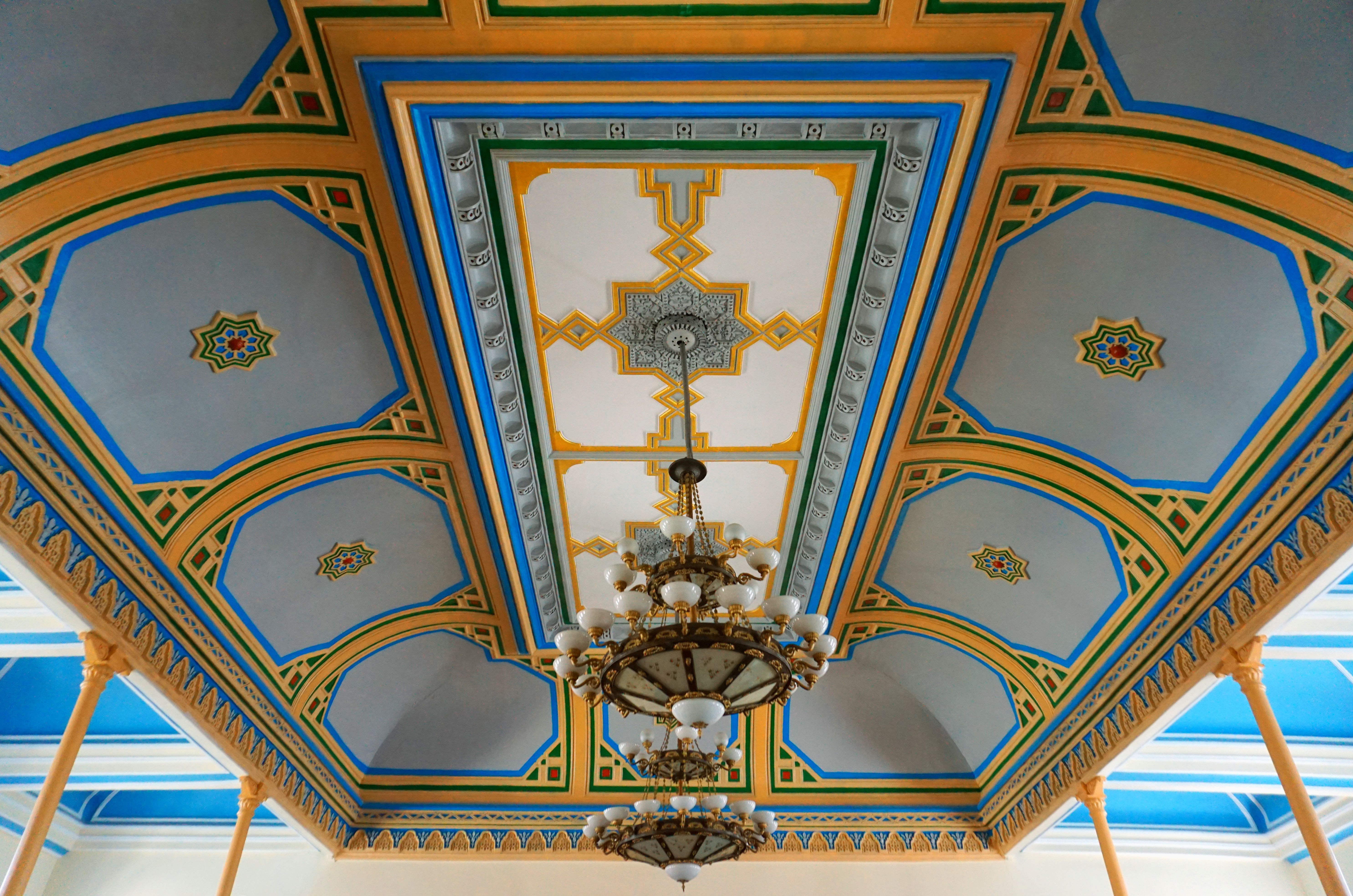
Внутрішній звід зали
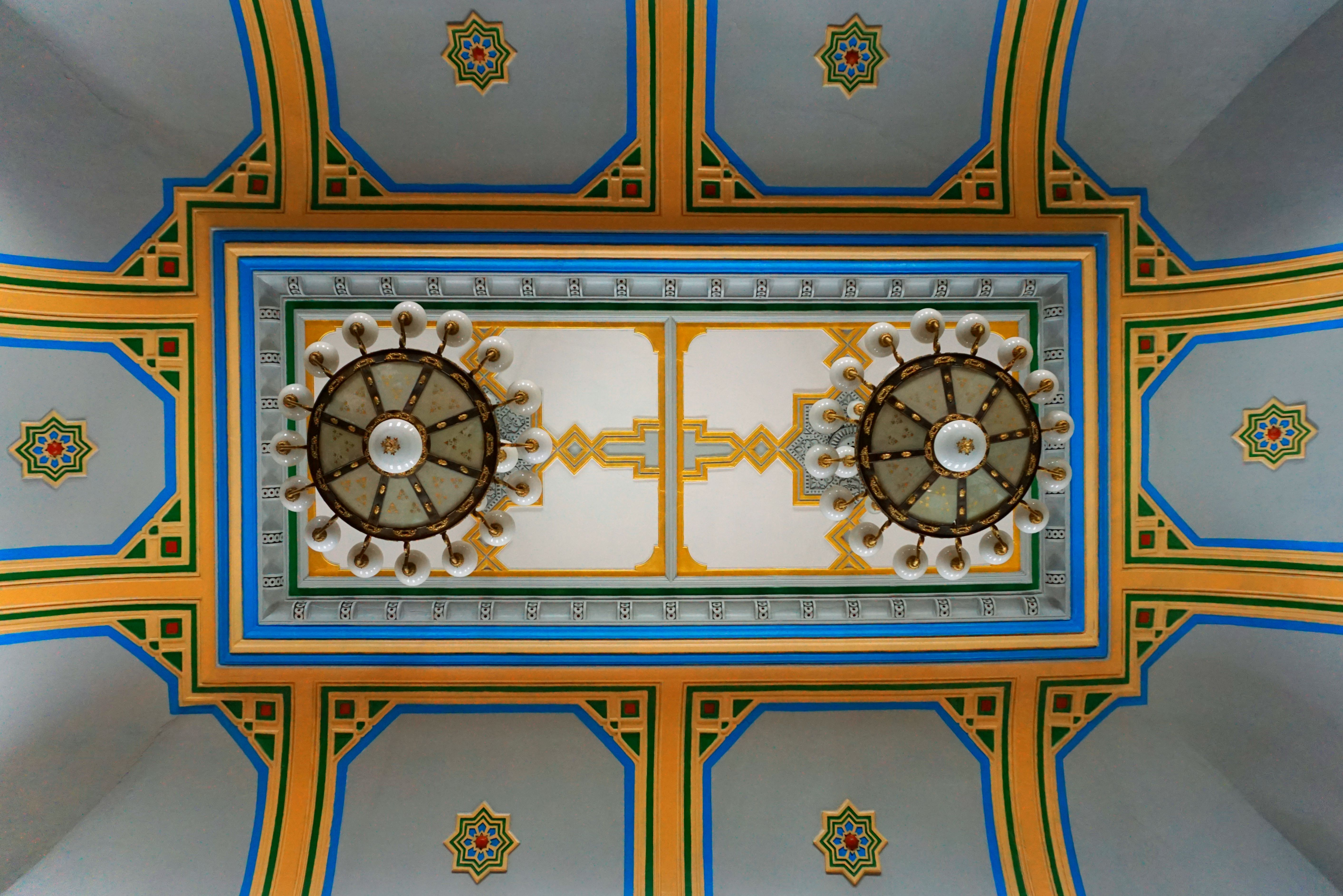
Елементи стелі
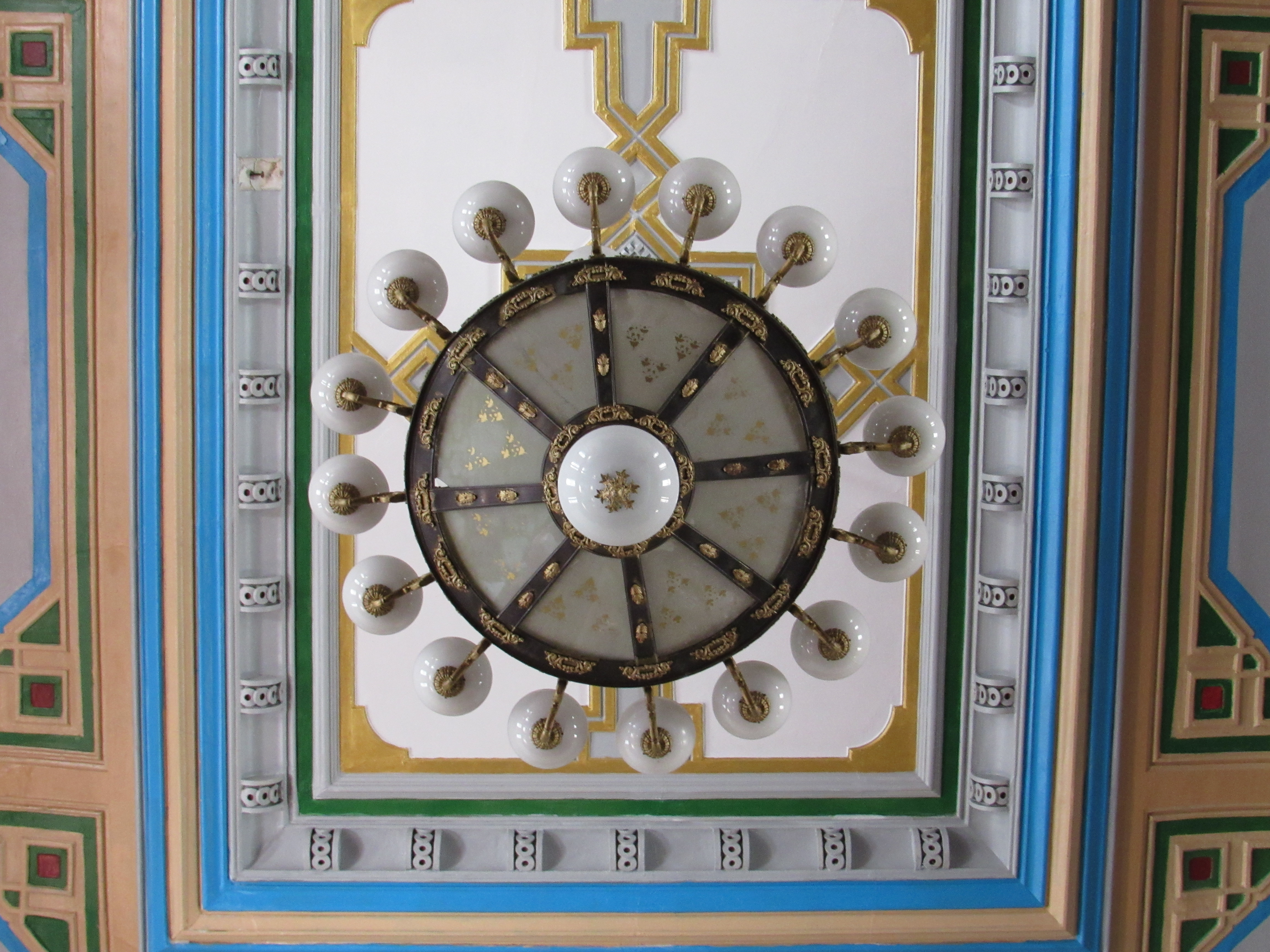
Фрагмент інтер'єру
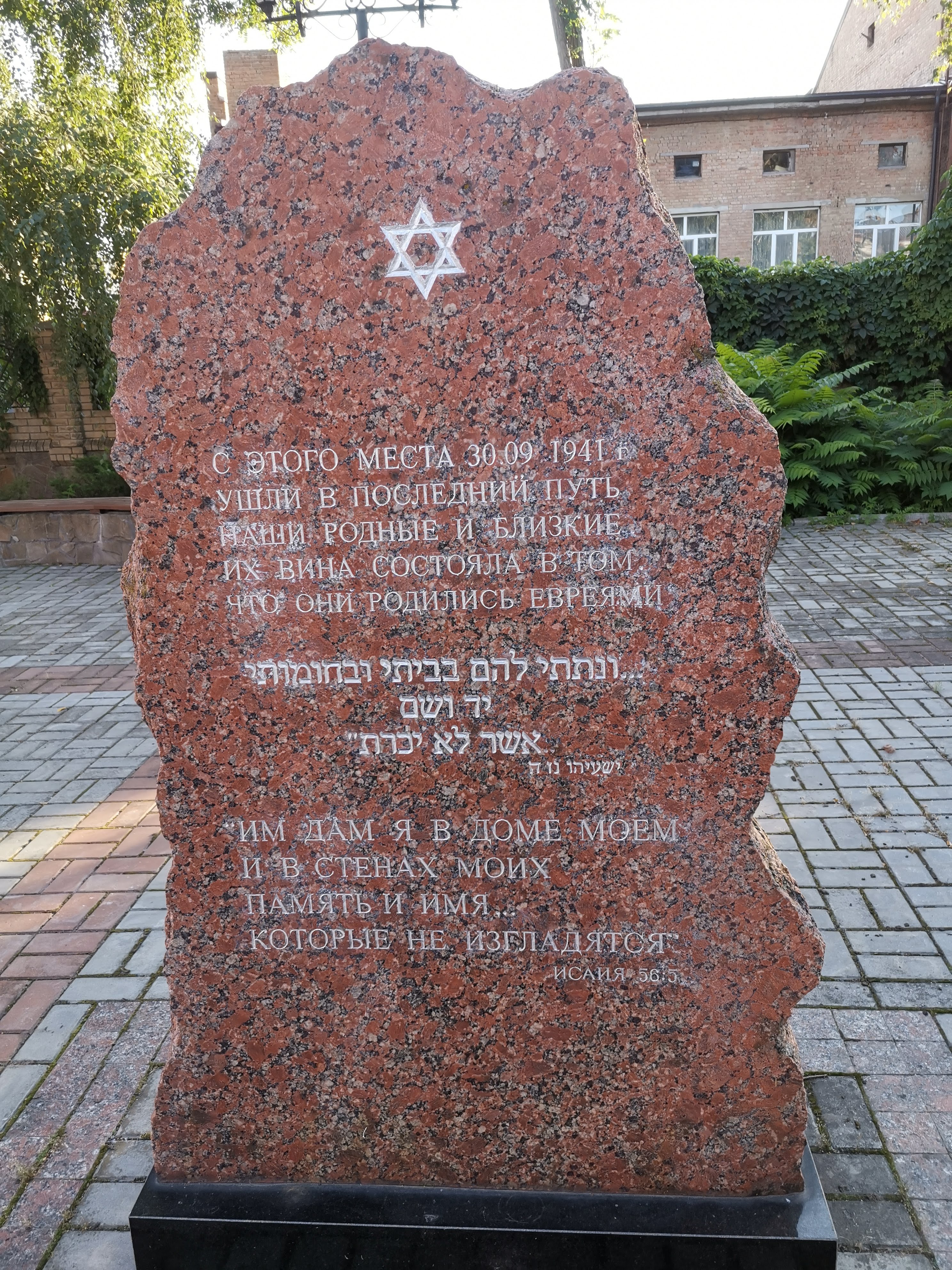

## Галерея

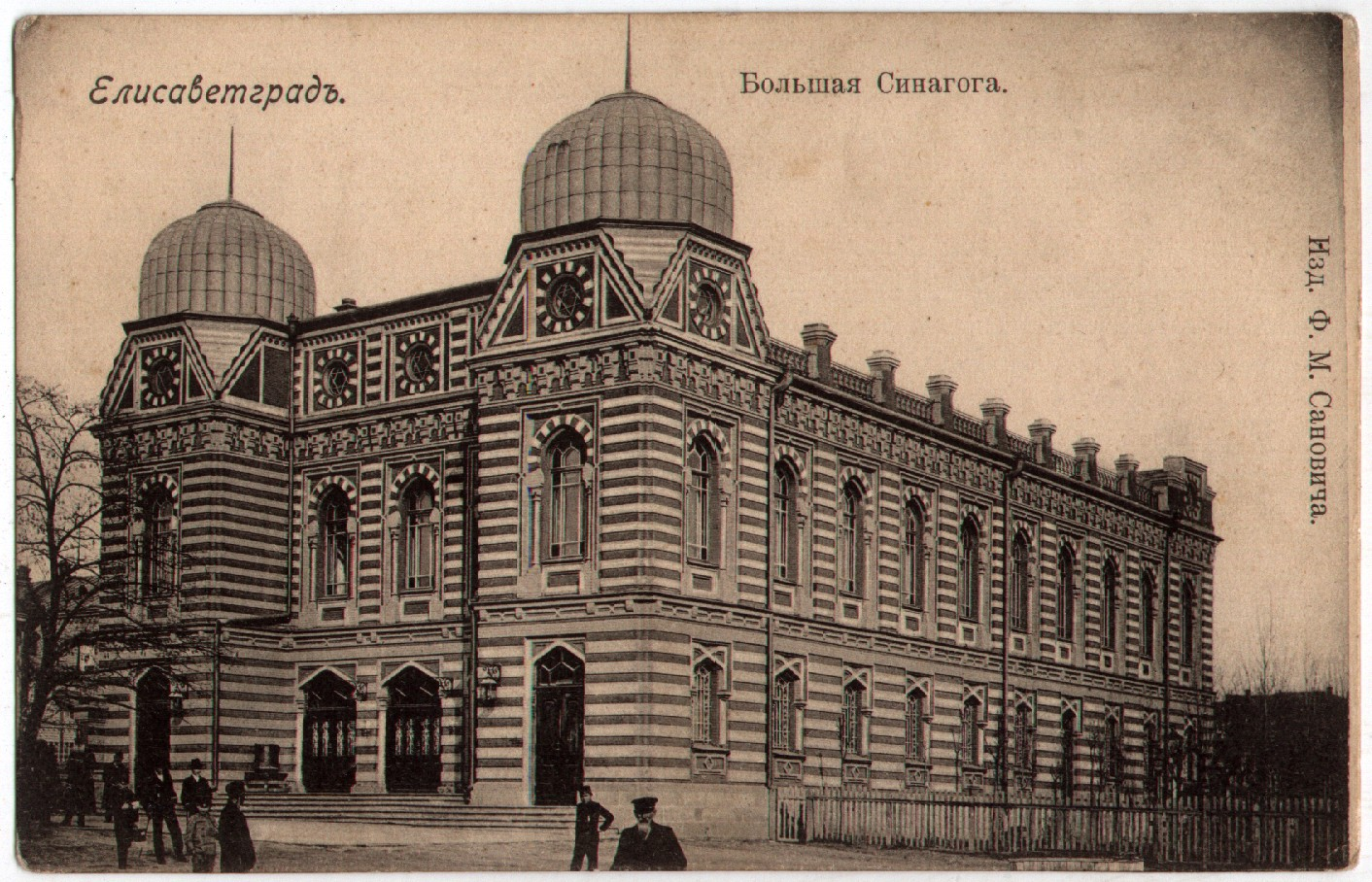
Єлисаветградська Велика хоральна синагога, стара листівка 1912 р.
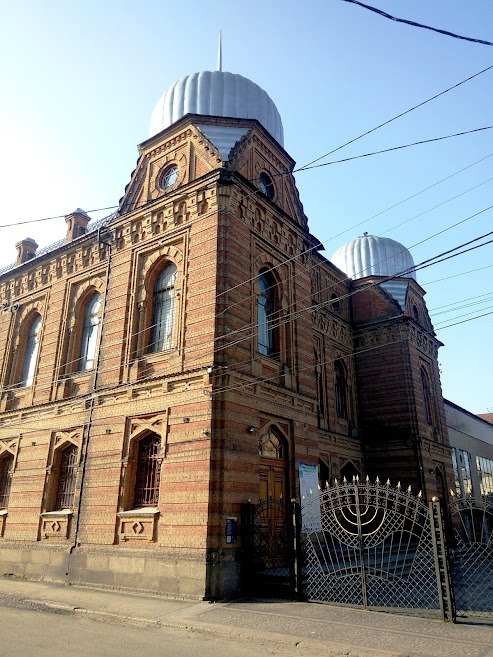
Вид на синагогу з вулиці Віктора Чміленка
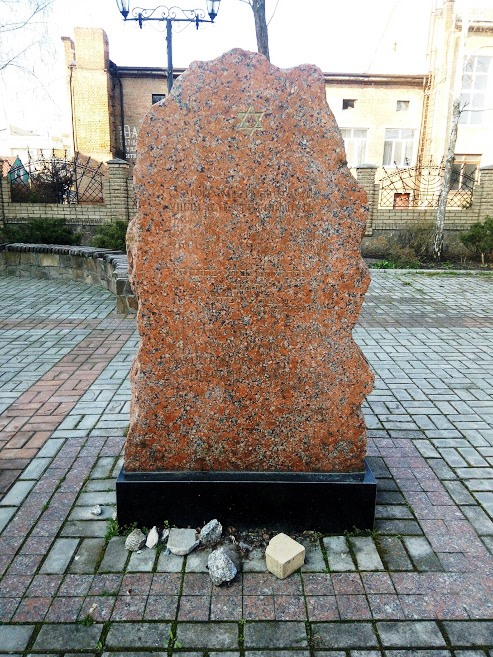
Пам'ятний знак жертвам Голокосту